# Ноан-ан-Гу
Ноа́н-ан-Гу (фр. Nohant-en-Goût) — коммуна во Франции, находится в регионе Центр. Департамент — Шер. Входит в состав кантона Божи. Округ коммуны — Бурж.
Код INSEE коммуны — 18166.
Коммуна расположена приблизительно в 200 км к югу от Парижа, в 105 км юго-восточнее Орлеана, в 14 км к востоку от Буржа.

## Население
Население коммуны на 2008 год составляло 552 человека.
| 1962 | 1968 | 1975 | 1982 | 1990 | 1999 | 2008 |
| ---- | ---- | ---- | ---- | ---- | ---- | ---- |
| 240  | 244  | 277  | 374  | 372  | 429  | 552  |

## Экономика
В 2007 году среди 297 человек в трудоспособном возрасте (15-64 лет) 232 были экономически активными, 65 — неактивными (показатель активности — 78,1 %, в 1999 году было 68,6 %). Из 232 активных работали 222 человека (119 мужчин и 103 женщины), безработных было 10 (1 мужчина и 9 женщин). Среди 65 неактивных 26 человек были учениками или студентами, 23 — пенсионерами, 16 были неактивными по другим причинам.

## Достопримечательности
- Замок Прео (XV век). Исторический памятник с 1962 года[3]